# Reesdorf (Holstein)
Reesdorf ist eine Gemeinde in Kreis Rendsburg-Eckernförde in Schleswig-Holstein am Oberlauf des Flusses Eider (teilweise auch als Obereider bezeichnet) bei Bordesholm.

## Geografie

### Geografische Lage
Das Gemeindegebiet von Reesdorf erstreckt sich im nordwestlichen Teilbereich der naturräumlichen Haupteinheit Ostholsteinisches Hügel- und Seenland (Nr. 702) beim Eintritt der Eider von Osten in das Tunneltal, welches sich vom Einfelder See bis zum Schulensee vor den Toren Kiels erstreckt.

### Gemeindegliederung
Das Gemeindegebiet gliedert sich siedlungsgeografisch in die Wohnplätze des gleichnamigen Dorfes und die Häusergruppe Eiderkaten.

### Nachbargemeinden
Direkt angrenzende Gemeindegebiete von Reesdorf sind:
| Techelsdorf | Böhnhusen                                   |        |
| Schmalstede | Kompassrose, die auf Nachbargemeinden zeigt |        |
| Bordesholm  |                                             | Brügge |

## Geschichte
Der Name des Dorfes findet sich zuerst um 1278. In dem Jahr wurde ein Detlef von Reddegesthorp im Kieler Stadtbuch erwähnt. 1331 erwarb das Kloster Neumünster das ganze Dorf, nach der Säkularisation des Klosters 1566 kam das Dorf zum Amt Bordesholm.

## Politik

### Gemeindevertretung
Alle sieben Sitze in der Gemeindevertretung werden seit der Kommunalwahl 2023 von der Wählergemeinschaft KWG gehalten.

### Wappen
Blasonierung: „In Grün über blauem Wappenschildfuß eine abgestuft gemauerte silberne Brücke, darüber ein schwarz bewehrter silberner Eisvogel.“

## Wirtschaft und Verkehr
Das Gemeindegebiet ist überwiegend landwirtschaftlich geprägt, es gibt jedoch auch einige mittelständische Unternehmen.
Durch das Gemeindegebiet von Reesdorf führt die Trasse der Kreisstraße 15 des Kreises Rendsburg-Eckernförde auf dem Weg zwischen Flintbek im Norden  und Wattenbek im Süden. Auch die Bahnstrecke Hamburg-Altona–Kiel führt im Abschnitt zwischen Bordesholm und Kiel durch die Gemarkung.

## Sehenswürdigkeiten
In der Liste der Kulturdenkmale in Reesdorf (Holstein) stehen die in der Denkmalliste des Landes Schleswig-Holstein eingetragenen Kulturdenkmale. Es sind die Eiderbrücke aus dem Jahre 1803, sowie der sogenannte „Widder“, ein historischer Staudruck-Wasserheber, der seit 1936 zuverlässig seinen Dienst verrichtet.
In Reesdorf verläuft der Eidertalwanderweg in einem ausgewiesenen Landschaftsschutzgebiet entlang einiger Feuchtwiesen, die heute Standort für seltene Heckrinder und Koniks (Wildpferde) sind.